# Fontenay-sous-Fouronnes
Fontenay-sous-Fouronnes är en kommun i departementet Yonne i regionen Bourgogne-Franche-Comté i norra Frankrike. Kommunen ligger i kantonen Coulanges-sur-Yonne som tillhör arrondissementet Auxerre. År 2022 hade Fontenay-sous-Fouronnes 81 invånare.

## Befolkningsutveckling
Antalet invånare i kommunen Fontenay-sous-Fouronnes
| Referens: INSEE |